# Оксфам
Оксфам (Oxfam) — международное объединение из 17 организаций, работающих в более чем 90 странах по всему миру. Целью деятельности объединения является решение проблем бедности и связанной с ней несправедливостью во всем мире. Во всех проектах Оксфама конечной целью является предоставить людям возможность реализовать свои права и возможности, лично руководить жизнью, получать достойную оплату за выполненный труд и так далее.
Оксфам был основан в британском городе Оксфорд в 1942 году как Оксфордский комитет помощи голодающим (англ. Oxford Committee for Famine Relief) группой квакеров, общественных активистов и учёных Оксфордского университета. Оксфам базируется в Оксфорде до сих пор. Оксфам стал одним из региональных комитетов, который был создан в поддержку Национального комитета помощи голодающим. Первой задачей комитета было убедить британское правительство разрешить предоставление продовольственной помощи голодающим гражданам оккупированной гитлеровцами Греции, несмотря на союзническую блокаду. Первый комитет Оксфам за пределами Великобритании был создан в 1963 году в Канаде. В 1965 году организация изменила название на сокращённый вариант OXFAM.

## История создания
Учредителями Оксфордского комитета помощи голодающим стала группа людей, которые были объединены общей целью. В нее входили квакеры, общественные активисты и университетские преподаватели. В частности, каноник Теодор Ричард Милфорд (англ. Theodore Richard Milford) (1896—1987), профессор Гилберт Мюррей (англ. Gilbert Murray) и его жена леди Мэри, Сесил Джексон-Коул (англ. Cecil Jackson-Cole) и сэр Алан Пим (англ. Sir Alan Pim). Комитет провёл своё первое заседание в 1942 году в здании старой библиотеки университета церкви Св. Девы Марии (англ. University Church of St Mary the Virgin). Главным вопросом был вопрос облегчения последствий голода в Греции, вызванного военно-морской блокадой Союзников. В 1960 году комитет стал большой международной неправительственной благотворительной организацией.
Название «Оксфам» происходит от английского сокращения (англ. «Oxfam») от английского Oxford Committee for Famine Relief. Комитет, созданный в 1942 году, был официально зарегистрирован в соответствии с британскими законами в 1943 году. В 1995 году было создано Oxfam International как объединение международных неправительственных благотворительных организаций. Oxfam International официально зарегистрировано в Гааге, Нидерланды.
В 2002 году организация была награждена Сеульской премией мира.

## Партнёры Оксфэм

### Оксфэм Великобритания (Oxfam GB)
По состоянию на 2008 год в Оксфэм Великобритания 5955 сотрудников во всём мире с общим доходом 299 700 000 фунтов стерлингов. Главный офис Оксфэм Великобритания расположен в районе Коули (Оксфорд).

Оксфэм Великобритания имеет офисы и программы в более чем 70 странах в 8 регионах. С 2007 по 2009 годы Оксфэм Великобритания был признан одним из лучших работодателей Великобритании.

### Оксфэм Ирландия (Oxfam Ireland)
Оксфэм Ирландия сотрудничает с местными партнёрскими организациями в развивающихся странах для разработки эффективных решений по борьбе с бедностью и социальной несправедливостью. Оксфэм Ирландия зарегистрирована как благотворительная организация Ирландии и Северной Ирландии со штаб-квартирами в Дублине и Белфасте.
Денежные фонды Оксфэм Ирландия наполняются из трёх различных источников:
- Магазины. Оксфэм Ирландия владеет 48 магазинами, расположенными по всей Ирландии, которые продают подержанные вещи, пожертвованные людьми. Также 4 магазина продают ремесленные изделия и продукты питания;
- Правительство. Ирландское правительство выделило более 3,7 миллиона евро на деятельность Оксфэма в 2008—2009 годах;
- Частные пожертвования, корпоративные и институциональные финансирования.

Структурно Оксфэм Ирландия делится на два отдельно зарегистрированных в соответствующих органах юридических лица: Оксфэм Северная Ирландия (англ. Oxfam Northern Ireland) и Оксфэм Республики Ирландия (англ. Oxfam Republic of Ireland), однако ведёт деятельность как единая структура.

### Оксфэм Америка (Oxfam America)
В 1970 году Оксфэм Америка стала независимой некоммерческой организацией-партнёром Оксфэм Интернэшнл. Деятельность Оксфэм Америка направлена на решение гуманитарного кризиса, созданного за время войны за независимость в Бангладеш. Штаб-квартира Оксфэм Америка находится в Бостоне, штат Массачусетс, с офисами в Вашингтоне и семи других региональных офисах мира. Оксфам Америка зарегистрирована как 501 (c) 3 организация. В своей деятельности Оксфэм Америка проводит кампании по адаптации к глобальному потеплению, продовольственной безопасности, реформам помощи развивающимся странам, доступу к лекарствам и медицинскому обеспечению, справедливой торговле.

### Оксфэм Канада (Oxfam Canada)
Оксфэм Канада ведёт свою историю с 1963 года, когда британский Оксфордский комитет помощи голодающим стремился основать канадское отделение. Оксфэм Канада была независимо основана и официально зарегистрирована в 1966 году. В 1967 году Оксфэм Канада стала главным организатором пешего марафона через всю страну «Мили за миллионы» (англ. «Miles for Millions»), целью которого был сбор благотворительных средств. В тот же год Лестер Пирсон (тогдашний премьер-министр Канады) возглавил первый марафон.
В начале 1970-х годов Оксфэм начал деятельность в Африке, Латинской Америке и странах Карибского региона и создал сеть сотрудников и добровольцев по всей Канаде для проведения работ Оксфэма. В этот же период Оксфэм Канада начал анализ собственной роли в процессе развития. В результате анализа было принято решение перейти от традиционной модели благотворительности (одноразовые субсидии) на долгосрочные программы (работа с общинами для осуществления устойчивых положительных изменений). В частности, Оксфэм Канада активно приобщился к международному движению против апартеида в Южной Африке. Также Оксфэм Канада принимал участие в программе солидарности Центральной Америки 1970-80-х годов, где его деятельность была направлена на решение основных причин бедности. Такая деятельность привела к усилению роли Оксфэма в пропагандистской деятельности в 1990-х годах с целью мобилизации общественной поддержки, по изменению политики и деятельности, которая распространяет бедность.
Оксфэм Канада стал одним из соучредителей Оксфэм, объединение Оксфэм-организаций всего мира. На сегодня Оксфэм Канада сотрудничает с более чем 100 организациями-партнёрами в развивающихся странах с целью устранения коренных причин бедности и неравенства и помощи людям в создании самостоятельных и устойчивых сообществ.

### Оксфэм Квебек (Oxfam-Québec)
В 1973 году стал независимым членом международного движения Оксфэм. Оксфэм Квебек была создана с целью привлечения франкоязычных жителей провинции Квебек к решению проблем развивающихся стран.

### Оксфэм Австралия (Oxfam Australia)
Организация Оксфэм Австралия является независимой австралийской некоммерческой организацией в составе Оксфэм Интернэшнл. Деятельность Оксфэм Австралия включает долгосрочные проекты развития, реагирования на чрезвычайные ситуации и проведение кампаний по улучшению жизни обездоленных людей во всём мире. Члены Оксфэм Австралия стремятся предоставить обездоленным людям лучший доступ к социальным услугам, равные права и статус и уберечь от конфликтов и стихийных бедствий.
Деятельность Оксфэм Австралия финансируется в основном из пожертвований сообщества. Большая часть средств используется на программы Оксфэм. В случае чрезвычайных ситуаций для решения и устранения их последствий направляются свыше 85 % всех средств.
По состоянию на 2009 год к деятельности Оксфэм Австралия привлечено более 4,64 миллиона участников в 28 странах.

### Оксфэм Нидерланды (Oxfam Novib)
Оксфэм Новиб является нидерландским филиалом Оксфам Интернэшнл. Штаб-квартира организации находится в Гааге.
Оксфэм Новиб был основан под названием «Новиб» в 1956 году. «Новиб» является аббревиатурой, которая расшифровывается как нидерл. «Nederlandse Organisatie Voor Internationale Bijstand», что в переводе означает «Голландская организация международной помощи». Позже название было изменено на «Голландская организация развития международного сотрудничества» (нидерл. «Nederlandse Organisatie voor Internationale Ontwikkelingssamenwerking»). Изменение названия связано с изменением направления работы.
В 1994 году организация Новиб стала филиалом Оксфэм. 18 марта 2006 года организация сменила название на Оксфэм Новиб.

### Оксфэм в Бельгии (Oxfam-in-Belgium)
Оксфэм в Бельгии является координирующим органом бельгийских составляющих программ движения Оксфэм, а именно: Oxfam Solidarity, Magasins du Monde Oxfam и Oxfam Wereldwinkels.
Oxfam Solidarity включает в себя реализацию программ Оксфэм Бельгия, основанного в 1964 году. Oxfam Solidarity поддерживает более 200 проектов и программ на сумму более 10 миллионов евро благодаря совместному финансированию со стороны бельгийского правительства и Европейского Союза. Доходы организации поступают от мер переработки, от поддержки меценатов и в результате проведения различных кампаний.
Oxfam Wereldwinkels (основан в 1971 году) и Magasins du Monde Oxfam (основан в 1975 году) остаются автономными организациями, которые уделяют особое внимание справедливой торговле. Обладая более чем 220 торговыми точками, множеством групп и 7000 добровольцев, они образуют движение, которое, руководствуясь принципами справедливой торговли, преследует цель, аналогичную цель Oxfam Solidarity.

### Оксфам Франция (Oxfam France)
Оксфэм Франция (Agir ICI) была основана в 1988 году под названием фр. d’Agir ici, присоединилась к Оксфэму в 2006 году, будучи членом-наблюдателем с 2003 года.
Исторически сложилось, что Agir ICI была в 1998 году одним из основателей Ассоциации Налогообложения финансовых операций и гражданской активности (фр. Association pour la taxation des transactions financières et pour l’action citoyenne) (ATTAC).
Оксфам Франция — Agir ICI не зависит от какого-либо политического движения или религиозного объединения, не принимает грантов или государственных дотаций с целью сохранения собственной свободы слова и действия. В настоящее время Оксфэм Франция, по сути, представляет собой сочетание информационной адвокации в отличие от Оксфэм Интернэшнл, которая также действует на земле.

#### Цели
- Установление правил международной справедливой торговли;
- Защита доступа к основным услугам (здравоохранение, образование, водоснабжение …);
- Ограничение и сокращение торговли оружием;
- Реформирование международной финансовой организации.

Ассоциация проводит кампании для продвижения этих целей три или четыре раза в год в партнёрстве с другими ассоциациями.

#### Результаты
- Облегчение долгового бремени для бедных стран;
- Принятие Кодекса поведения в отношении поставок оружия;
- Увеличение официальной помощи в целях развития;
- Введение продуктов справедливой торговли в широкое распространение;
- Улучшение доступа к медицинской помощи в странах Южного полушария;
- Принятие кодексов поведения фирм в условиях широкого распространения текстильных товаров из развивающихся стран;
- Участие в кампании по запрету наземных мин (Нобелевская премия мира в 1997 году).

### Оксфам Германия (Oxfam Germany)
Оксфам Германия была основана в 1995 году и является членом Оксфэм Интернэшнл.
В Германии работали 38 Оксфам-магазинов в ноябре 2011 года.

### Оксфэм Гонконг (Oxfam Hong Kong)
Оксфэм Гонконг была основана в 1976 году местными квакерами, когда добровольцы, собравшиеся вместе, открыли магазин секонд-хенда и организовали сбор средств для проектов борьбы с бедностью во всём мире. Некоторыми из первых действий в 1970-х и 80-х годах были выступления за справедливость для вьетнамских «людей в лодках» (англ. Vietnamese Boat People) — беженцев, прибывавших в Гонконг из Вьетнама, — и выступления за оказание помощи и спасение жизней людей в Эфиопии во время голода 1984 года. На сегодняшний день Оксфэм Гонконг оказывает помощь бедным людям в более чем 70 странах по всему миру.
Оксфэм Гонконг является независимой международной гуманитарной организацией, которая ведёт борьбу с бедностью и связанной с ней социальной несправедливостью.

### Оксфэм Индия (Oxfam India)
Деятельность Оксфэма в Индии началась, когда в 1951 году было предоставлено пособие для преодоления голода в Бихаре. Бихар в то время был одним из самых бедных и густонаселённых штатов Индии. В 1965 году Оксфам вновь вернулся обратно в Бихар и в Индию для решения проблем голода, связанных с засухой из-за плохих муссонных увлажнений. Из 53 миллионов населения Бихара 40 миллионов на тот момент зависели от натурального хозяйства, посредством которого они, по сути, и жили. Подсчитано, что только в течение засухи и голода 1965 года 2400 тонн молока, купленного Оксфэмом в разгар этого бедствия, позволили накормить более 400 тысяч детей и кормящих матерей.
В 1968 году первым директором Оксфэм в Индии Джимом Говардом была создана программа «Oxfam Gramdan Action Programme», или «OGAP». Она стала первой совместной программой развития сельских районов в истории Оксфэма и первым шагом к новому направлению деятельности Оксфэм Интернэшнл (долгосрочных программ). Оксфэм Индия была создана 1 сентября 2008 года согласно разделу 25 Закона о компаниях от 2005 года в качестве некоммерческой организации с главным офисом в Дели и в настоящее время является членом Международного объединения Оксфэм (англ. Oxfam International Confederation). В 2011 году было отмечено 60-летие деятельности Оксфэм в Индии.

## Члены-наблюдатели Оксфэм

### Оксфэм Италия (Oxfam Italy)
Оксфэм Италия была создана 3 августа 2010 года как неправительственная организация.
В дополнение к работе на земле с бедными общинами ради лучшего будущего она проводит кампании по информированию людей, которые хотят пересмотреть причины бедности и несправедливости и работать, чтобы решить их, действуя от того, кто имеет право и возможность изменить такое положение вещей. Кампании Оксфэм Италия направлены на мобилизацию средств массовой информации и широкой общественности с помощью демонстрационных проектов (событие, флешмоб) с высокой отдачей и немедленным признанием.

#### Области деятельности
Областями деятельности Оксфэм Италия являются:
- Доступ к воде;
- Чрезвычайное положение или стихийное бедствие;
- Управление и демократия;
- Природные ресурсы;
- Образовательные услуги;
- Медицинские услуги;
- Социально-рекреационные услуги для детей;
- Борьба с дискриминацией и межкультурный диалог;
- Критика потребления;
- Поддержка производителей в Южном полушарии;
- Ответственный туризм
- Образование для всех;
- Корпоративная социальная ответственность;
- Финансовая этика.

#### Страны
Оксфэм Италия ведет свою деятельность:
- в Юго-Восточной Европе: Албания, Босния и Герцеговина, Македония, Черногория и Сербия;
- в Латинской Америке: Боливия, Бразилия, Эквадор, Гаити и Доминиканская Республика;
- в Центральной Америке: Сальвадор, Гватемала и Гондурас;
- на Ближнем Востоке: Палестина и Ливан ;
- в Юго-Восточной Азии: Камбоджа, Шри-Ланка и Вьетнам;
- в Африке: Камерун, Марокко, Демократическая Республика Конго и ЮАР.

### Оксфэм Япония (Oxfam Japan)
Оксфэм Япония начала деятельность в декабре 2003 года.

## Oxfam International
Секретариат Оксфэм Интернэшнл (англ. Oxfam International Secretariat) («OIS») возглавляет и поддерживает сотрудничество между филиалами Oxfam с целью увеличения эффективности деятельности Оксфэма по искоренению бедности и социальной несправедливости через информационно-пропагандистские кампании, программы и реагирования на чрезвычайные ситуации.
В Совет «OIS» входят исполнительный директор секретариата, глава каждого филиала Оксфэма, а также председатель Оксфэм Интернэшнл. Должности председателей филиалов имеют право голоса в Совете. Исполнительный директор и председатель Оксфэм Интернэшнл не имеют права голоса. Совет также избирает председателя и казначея из числа членов с правом голоса (глав филиалов).
Совет отвечает за обеспечение подотчётности Оксфам Интернэшнл, прозрачность её деятельности и соответствие своему назначению. Конституция и Стратегический план деятельности также утверждаются на уровне Совета. Совет принимает рекомендации председателей филиалов и гарантирует, что объединение Оксфэм Интернэшнл ведёт работу в направлении утверждённого плана деятельности. Кроме того, Совет утверждает членство в объединении Оксфэм, выбирает почётного президента, почётного советника, офицеров совета и исполнительного директора Оксфэм Интернэшнл. Эксперты, которые являются членами отдельных подкомитетов, также избираются Советом. Их целью является оказание помощи в конкретных вопросах деятельности Оксфэма.
Языки. Официальный язык: английский, рабочие: английский, французский и испанский язык.
Штат: около 77 членов по состоянию на 2009—2010 год (в том числе временный персонал).
Финансирование: взносы от партнёрских организаций.
Операционный бюджет: 8,7 миллиона долларов США.
В 2013—2019 годах исполнительным директором Oxfam International была Винни Бьянима.

## Миссия и ценности Оксфэма
Миссия. Программы Оксфэма направлены на решение причин бедности и связанных с ней социальной несправедливостью и работают в основном через местные подотчётные организации.
Ценности. В ноябре 2000 года Оксфам принял правозащитный подход в качестве основы для всех работ объединения Оксфэм Интернешнл и её партнёров. Оксфэм признаёт универсальность и неделимость прав человека и принял их за основу в качестве практических задач по реализации:
- права на устойчивые средства к существованию;
- права на основные социальные услуги;
- права на жизнь и безопасность;
- права быть услышанным;
- права на индивидуальность.

Оксфэм считает, что бедности и бесправия можно избежать, — они могут быть устранены человеческой деятельностью и политической волей. Право на устойчивые средства к существованию, а также права и возможности равноправного участия в сообществе и внесение позитивных изменений в жизни людей является основными потребностями и правами человека, которые могут быть удовлетворены. Оксфэм считает, что мир и существенное сокращение вооружений являются важнейшими условиями для развития. В таком случае неравенство может быть значительно сокращено как между богатыми и бедными странами, так и внутри отдельной страны.

## Деятельность Оксфэма
Первоначальной целью деятельности Оксфэма было обеспечение продовольствием районов, охваченных голодом. За годы существования организация разработала стратегии по борьбе с причинами голода. В дополнение к продуктам питания и лекарствам Оксфэм также предоставляет инструменты, позволяющие людям перейти на самообеспечение, и открывает рынки международной торговли, где ремесленные изделия и продукты из бедных регионов мира могут быть проданы по справедливой цене в пользу производителя.
Программа Оксфэма состоит из трёх основных задач:
- Работа по развитию, целью которой является поднятие общества из состояния бедности. Для этого используются долгосрочные и проверенные временем решения, основанные на основных потребностях общин;
- Гуманитарная деятельность, оказание помощи непосредственно пострадавшим в результате конфликтов и стихийных бедствий (часто опережает долгосрочные работы по развитию), особенно в направлении обеспечения водой и санитарией;
- Лоббирование, пропаганда и кампания по популяризации, направленная влиять на политические решения, на причины конфликта на местном, национальном и международном уровнях.

Оксфэм работает в направлениях:
- справедливости и равенства в торговле;
- справедливой торговли;
- образования;
- уменьшения государственного долга и международной помощи;
- предоставления средств к существованию;
- охраны здоровья;
- ВИЧ/СПИД;
- гендерного равенства;
- решения конфликтов (в частности, кампании против международной торговли оружием);
- предупреждения и ликвидации последствий стихийных бедствий;
- демократии;
- прав человека;
- изменения климата.

Оксфэм оказывает гуманитарную помощь людям, пострадавшим от голода 2011 года в Африке: в Кении, Эфиопии и Сомали.

## Основные задачи Оксфэма
За 2007—2012 годы Оксфэм должна сосредоточить свои ресурсы на четырёх основных задачах:
1. Экономическое правосудие:
- Привлечь к сельскому хозяйству лиц, живущих в нищете. Целью Оксфэма является привлечение к работам в сельском хозяйстве большинства людей, живущих за чертой бедности и предоставить им возможность получать достойную оплату за их работу;
- Достичь справедливых правил торговли для бедных стран. Люди, живущие в нищете, должны получить справедливую долю богатства и возможности, полученные от привлечения к мировой торговле;
- Снизить влияние изменения климата и энергетических потрясений за счёт поддержки уязвимых слоёв населения и общин, особенно в сельском хозяйстве.

2. Основные услуги:
- Требовать от национальных правительств выполнения своих обязанностей по справедливому предоставлению высококачественных услуг здравоохранения, образования, водоснабжения и санитарии, особенно для женщин и отчуждённых групп;
- Поддерживать общественные организации и объединения, которые могли бы потребовать от правительств ответственности за предоставление этих услуг;
- Обеспечить более эффективную политику и финансирование со стороны богатых стран и международных организаций, а также убедиться, что они поддерживают уже существующие обязательства по оказанию помощи и сокращению долгов бедных стран.

3. Права в условиях кризиса:
- Улучшить возможность предоставлять лучшую защиту и большую помощь за счёт совершенствования полученных знаний и возможностей, стать более ответственными перед людьми, которым предоставляется помощь;
- Расширить сотрудничество с местными организациями;
- Изменить политику и практику международной гуманитарной системы для лучшей доставки помощи до конечного получателя. Это позволит повысить стандарты реагирования на стихийные бедствия организациями, проконтролировать выполнение правительствами обязательств по борьбе с незаконной торговлей оружием;
- Работа в рамках безопасности человека с большим акцентом на предотвращение конфликтов, примирение и долгосрочное развитие.

4. Гендерная справедливость:
- Поддержка гендерного равенства на всех уровнях с целью достижения большего влияния женщин в принятии решений и большего контроля над своей жизнью;
- Работа по искоренению гендерного неравенства женщин, изменив подходы, взгляды и убеждения мужчин и женщин, которые позволяют бороться с дискриминацией женщин;

## Магазины Оkscam
Оксфэм содержит большое количество магазинов по всему миру, которые осуществляют продажи, основываясь на принципах справедливой торговли и жертвовании товаров. Оксфэм открыл свой первый благотворительный магазин в 1948 году. Денежные поступления из таких магазинов используются на благотворительные дела и на другие программы Оксфэма по оказанию помощи во всём мире.
Большая часть товаров, которые продаются в магазинах Оксфэма, по-прежнему поступает из общественных пожертвований, но в настоящее время они также продают изделия из стран Африки, Азии и Южной Америки, включая ремесленные изделия, книги, музыкальные компакт-диски и инструменты, одежду, игрушки, продукты питания и этнические сувенирные изделия. Эти товары были представлены общественности благодаря принципам справедливой торговли с целью помощи производителям из бедных стран.
Оксфэм имеет около 15 000 магазинов по всему миру. Некоторые из них находятся в Великобритании — около 750 магазинов Оксфэма, в том числе специализированные магазины: книжные, музыкальные, мебели и свадебных нарядов. Германия имеет 34 магазина, включая специализированные магазины книг. В магазинах Франции продаются книги и изделия справедливой торговли. Гонконг владеет 2 магазинами, продающими пожертвованные товары и продукты справедливой торговли. Новиб и Австралия имеют более чем 20 магазинов справедливой торговли, Ирландия и Бельгия также получают средства из магазинов.
Оксфэм — крупнейший продавец подержанных книг в Европе, продающий около 12 миллионов книг в год.
В 2008 году в магазинах Оксфэм Великобритания работало более 20 тысяч добровольцев, которые собрали 17,1 миллиона фунтов стерлингов для Оксфэма.

## Сбор средств
В дополнение к своим магазинам Оксфам имеет ряд других каналов по сбору средств. Более полумиллиона человек в Великобритании осуществляют регулярные финансовые вливания в его работу, а основная часть средств поступает от подарков, оставленных организации отдельными людьми. Многие участники Лондонского марафона осуществляют забег с целью собрать деньги для Оксфэма. Оксфэм также получает средства в обмен на предоставление и организацию добровольцев-стюардов на таких фестивалях, как Гластонберри. Оксфэм также проводит события в Гонконге, Австралии, Новой Зеландии, Великобритании и Японии. Оксфэм Великобритания проводит сбор средств ежегодно 8 марта по случаю «Международного женского дня».
Кристофер МакКэндлесс (англ. Christopher McCandless), прообраз которого был положен в книгу и фильм «В диких условиях», пожертвовал все свои сбережения Оксфэму, прежде чем покинуть общество и стать отшельником на Аляске.
В августе 2009 года было объявлено, что Arctic Monkeys выпустит 7-дюймовую виниловую версию своего нового сингла «Crying Lightning» и будет продавать его исключительно через магазины Оксфэм. Вырученные от продажи средства пошли на благотворительность.
В последнее время Оксфэм Индия становится успешным филиалом по сбору средств.

## Публикации
- Годовой отчёт;
- Стратегический план;
- Исследовательские и программные документы.
- Веб-страница «Программы и Исследования» со всеми публикациями Оксфэма (научные доклады, программные документы).

## Критика

### Конфликт со Starbucks
26 октября 2006 года Оксфам обвинил Starbucks в том, что последняя просила Национальную Ассоциацию Кофе (англ. National Coffee Association (NCA)) заблокировать в США заявки на товарный знак для трёх видов Эфиопского кофе: Сидамо, Харар и Иргачоф. Оксфэм утверждал, что это может привести к отказу от эфиопского кофе и существенным потерям для эфиопских фермеров, выращивающих кофе, потенциальный годовой доход которых оценивается в 47 миллионов фунтов.
Председатель Национальной Ассоциации Кофе Роберт Нельсон заявил, что его организация инициировала протест по экономическим причинам. "«Для существования американской промышленности мы должны иметь экономически стабильную кофейную промышленность … Этот протест больно ударит по эфиопским производителям кофе экономически». Национальная Ассоциация Кофе обвинила эфиопское правительство в неправильном ведении экономической политики и завышении цен на кофе по сравнению с мировой рыночной ценой.
Получив более 90 000 обеспокоенных писем, Starbucks разместил в своих магазинах брошюры, в которых обвинил Оксфэм во «введении в заблуждение потребителей» и настаивал на прекращении «кампании против Starbucks». 7 ноября журнал «Экономист» назвали Оксфам «простаками», позицию правительства Эфиопии — «экономически неграмотной», утверждая, что основанный на стандартах подход Starbucks и Illy даст эфиопским производителям значительно большую выгоду.
Тем не менее, 20 июня 2007 года представители правительства Эфиопии и высших руководителей Starbucks объявили, что они заключили соглашение о распространении, маркетинге и лицензировании, которая признаёт важность и целостность определённых эфиопских сортов кофе.

### Политический нейтралитет
Оксфэм Великобритания была подвергнута резкой критике со стороны других ННО за близость к Тони Блэру и лейбористскому правительству Великобритании.
В октябре 2011 года кампания Оксфэм по введению налога на финансовые операции привела к иску в суд против пенсионера (бывшего сотрудника банка) одного из магазинов Оксфэм с требованием запретить доступ к одному из магазинов Оксфэм и выплатить 10 тысяч фунтов, после того как он пожаловался на плакат, в котором Оксфэм освещался как Робин Гуд, который облагает банки и финансовые институты.
25 октября 2011 года спор был решён мирным путём в окружном суде. Обе стороны отказались комментировать детали.

### Внутренние структуры и политическая роль
Оксфэм обвиняли во влиянии на политические структуры и организации в Судане и Руанде. Были также высказаны обвинения относительно того, что Оксфэм больше беспокоится о политическом влиянии, чем о предоставлении гуманитарной помощи.
В 2005 году журнал New Internationalist описал Оксфэм как «Большую международную неправительственную организацию (BINGO)», которая имеет корпоративный стиль работы, недемократическую внутреннюю структуру, сосредоточена на решении симптомов, а не причин международной бедности — особенно в пособничестве к неолиберальной экономике и даже в восторге ролей, которые должны выполнять национальные правительства.
Подобные критические замечания были высказаны журналами Red Pepper и New Statesman.

### Книжные магазины
Оксфэм подвергался критике за агрессивное расширение сети собственных специализированных книжных магазинов и в использовании тактики, зачастую связываемой с многонациональными корпорациями. Благотворительность была подвергнута критике в связи с тем, что расширение происходит за счёт вытеснения независимых продавцов подержанных книг и других благотворительных магазинов во многих областях Великобритании.

### Справедливая торговля кофе
28 апреля 2007 года двое австралийских учёных аналитического центра Мельбурна подали жалобу в Австралийскую комиссию по конкуренции и защите потребителей, обвинив Оксфэм в том, что он вводит в заблуждение или обманным путём обходит австралийский «Закон о торговой практике» продвижением справедливой торговли кофе. Учёные утверждали, что высокая стоимость сертификации и низкая заработная плата работников подрывают утверждения, что справедливая торговля помогает поднять производителей из нищеты. Эти претензии были впоследствии отклонены комиссией.

### Арабо-Израильский конфликт
В 2003 году Оксфэм Бельгия выпустила плакат с изображением апельсина, залитого кровью. Плакат содержал текст: «Израильские фрукты имеют горький вкус … прекратите оккупацию Палестины, не покупайте израильские фрукты и овощи». Оксфэм подвергся широкой критике за авторство антиизраильских политических сообщений. После объявления и давления со стороны произраильской организации NGO Monitor Оксфэм удалил плакат со своих сайтов, и Ян Андерсон, глава Оксфэм Интернэшнл, выпустил письмо с извинениями, однако Оксфэм сохранил свою поддержку бойкота израильской продукции, выпускаемой на оккупированных территориях. NGO Monitor критиковала Оксфэм за политику «селективной морали».
В октябре 2009 года Оксфэм обвинил израильскую ННО «Regavim» в пособничестве палестинцам и незаконной деятельности в Кирьят-Арба, в том числе в похищении воды. Оксфэм отрицает своё участие в этом.
В январе 2014 года сотрудничество с Oxfam прекратила американская киноактриса и певица Скарлетт Йоханссон. Поводом к разрыву отношений послужили разногласия в вопросе бойкота израильских товаров.
Скарлетт Йоханссон участвовала в рекламной кампании израильской фирмы SodaStream, производственная площадка которой расположена в городе Маале-Адумим, за пределами «зеленой линии» — границы 4 июня 1967 года. На основании этого леворадикальные проарабские группы обвинили Йоханссон в поддержке «израильского апартеида». Той же позиции придерживалось и руководство Oxfam. Скарлетт Йоханссон активно сотрудничала с Oxfam с 2007 года.

### Конфронтация с Population Matters
В декабре 2009 года Дункан Грин, глава аналитического отдела Оксфэма, пытался дискредитировать инициативы «PopOffsets», а именно «Движения за оптимальную численность населения» ранее известного как «Optimum Population Trust»), согласно которому люди могут компенсировать свои выбросы углерода путём финансирования услуг планирования семьи в развивающихся странах. Грин писал в «New Statesman», в докладе «Optimum Population Trust», что сравнение роста населения и деградации окружающей среды является «сильным упрощением».
В ответ «Optimum Population Trust» назвала реакцию Оксфэма «откровенно позорной», добавив: «Мир остро нуждается во взрослом, рациональном обсуждении проблемы перенаселения … без обвинений, злоупотреблений и истерии».

## Сокрытие фактов сексуальной эксплуатации
В феврале 2018 года из расследования газеты The Times стало известно, что Oxfam скрывала факты сексуальной эксплуатации, использования порнографии и запугивания со стороны своих сотрудников во время миссии в Гаити и возможно в Чаде. Oxfam уволила четырёх сотрудников и позволила уволиться по-тихому ещё троим. Начальник бельгийского отделения признался в сексуальных контактах с гаитянскими проститутками. Он и ещё шестеро сотрудников принимали их на вилле в Порт-о-Пренсе, аренда которой оплачивалась из полученных пожертвований. Oxfam утверждает, что дополнительное расследование исключило возможность того что среди проституток были несовершеннолетние.